# Ayn Rand
Ayn Rand, urodzona jako Alissa Zinowiewna Rosenbaum (ur. 2 lutego 1905 w Petersburgu, zm. 6 marca 1982 w Nowym Jorku) – amerykańska pisarka i filozofka pochodząca z rodziny rosyjskich Żydów, twórczyni filozofii obiektywizmu. Autorka powieści, w których stałym wątkiem jest obraz bohatera, który mimo przeciwności losu i konfliktów z otoczeniem osiąga swe życiowe cele dzięki własnej wytrwałości, inteligencji, pracowitości a przede wszystkim – wierności etyce obiektywistycznej. 

## Życiorys
Ojciec Ayn Rand był średnio zamożnym aptekarzem. Od dzieciństwa poznawała literaturę światową, mając 9 lat podjęła decyzję o zostaniu pisarką. W 1917 r. była świadkiem rewolucji bolszewickiej. Zwycięstwo bolszewików doprowadziło do nacjonalizacji apteki ojca. W 1921 r. rozpoczęła studia na uniwersytecie w Piotrogrodzie, wybierając historię jako główny przedmiot, a filozofię jako dodatkowy. Studia skończyła w 1924 r., w tymże roku zaczęła studiować scenopisarstwo.
W 1925 r. otrzymała pozwolenie na krótką wizytę u rodziny w Stanach Zjednoczonych. W lutym 1926 r. dotarła do Nowego Jorku, a następne 6 miesięcy spędziła u rodziny w Chicago, skąd wyruszyła do Hollywood z zamiarem rozpoczęcia kariery scenopisarskiej. W 1929 r. wyszła za mąż za aktora Franka O’Connora, z którym pozostała w związku aż do jego śmierci. Często zmieniała prace, starając się zarobić na utrzymanie. W wolnym czasie próbowała publikować sztuki teatralne i scenariusze. W 1932 r. scenariusz Red Pawn sprzedała Universal Studios. Sztuka jej autorstwa The Night of January 16th doczekała się inscenizacji w Hollywood i na Broadwayu. Jej pierwsza powieść We the Living, ukończona w 1933 r. długo była odrzucana przez wydawnictwa. Doczekała się publikacji w 1936 r. W 1938 r. Rand napisała opowiadanie Hymn.
W 1943 r. opublikowano powieść Źródło (The Fountainhead), która stała się bestsellerem i zapoczątkowała sławę pisarki. Wojna opóźniła inscenizację sztuki opartej na The Fountainhead do 1948 r. W 1957 r. wydała ostatni utwór fabularny Atlas zbuntowany i zaczęła wykładać oraz pisać o swojej filozofii, której podstawy zawarła w powieściach. Do nieliterackich utworów tego okresu życia autorki zalicza się zbiory esejów Rand i jej zwolenników (m.in. Nathaniela Brandena, Alana Greenspana). np. Cnota egoizmu, Kapitalizm: nieznany ideał, Philosophy: Who Needs It?, Powrót człowieka pierwotnego.
Ayn Rand zmarła 6 marca 1982 r. w swoim mieszkaniu w Nowym Jorku na niewydolność serca. Jej spadkobiercą został długoletni przyjaciel Rand, Leonard Peikoff, założyciel Instytutu Ayn Rand (Ayn Rand Institute), zajmującego się promowaniem filozofii obiektywizmu.

## Filozofia
Filozofię Ayn Rand można przedstawić w następujący sposób:
- Metafizyka – obiektywizm rzeczywistości
- Epistemologia – rozsądek
- Etyka – interes własny, egoizm[4]
- Polityka – kapitalizm
- Estetyka – uniwersalizm, romantyzm[5]

### Metafizyka
W kwestii metafizyki Rand kierowała się tzw. zasadą tożsamości, stwierdzającą, iż „istnieć oznacza być czymś, posiadać konkretną tożsamość” – skrótowo: A to A. Fakty są faktami, niezależnie od czyjegoś postrzegania. Owe fakty – według Rand – nie ulegają zmianom, bez względu na ludzkie chęci, życzenia czy prośby. Ignorowanie czy unikanie faktów nie wymazuje ich ani nie zmienia. Według filozofii Rand – rzeczywistość wymaga stanowczego, świadomego i racjonalnego zmierzenia się z nią. Według Rand, by docenić rzeczywistość należy wyzbyć się wszelakich ciągot do zjawisk nadnaturalnych, mistycznych, w tym Boga.

### Epistemologia
Rand podkreślała, że racjonalistyczna epistemologia jest uzależniona od obiektywnej metafizyki, gdyż rozum nie tworzy rzeczywistości, tylko ją odbiera i analizuje, wykluczając sprzeczności oraz umożliwiając klasyfikowanie pojęć i posługiwanie się nimi. Pomimo omylności rozumu, człowiek nie jest obdarzony żadnym innym, lepszym narzędziem poznania.
Z zasadniczej dla obiektywizmu roli rozumu wynika indywidualizm w tym znaczeniu, że rozum, zdaniem Rand, jest wyłącznym atrybutem jednostki, nie kolektywu. Powszechne społeczeństwo pojmuje ona jedynie jako zbiór jednostek wytwarzających dopiero między sobą określone powiązania.

### Etyka
Etyka Rand miała charakter skrajnie indywidualistyczny, z pochwałą egoizmu i krytyką altruizmu. Obiektywistyczna etyka zakłada istnienie nagrody za postępowanie racjonalne (cnotliwe) w postaci rozpoznawalnego osiągnięcia (powodzenia), jak również kary za postępowanie niemoralne, naruszające prawo innych jednostek i nieracjonalne, którą będzie odczuwalna konsekwencja w postaci autodestrukcji, szkody wyrządzonej samemu sobie. Z tego stanowiska Rand odrzucała chrześcijańską ideę grzechu pierworodnego, pojętego przez nią jako niczym niezasłużona kara za winę odziedziczoną, a więc nie popełnioną indywidualnie.
Naczelna dla Rand cnota egoizmu, definiowanego jako ochrona własnego interesu, jej zdaniem wynika bezpośrednio z uznania rzeczywistości oraz rozumu, a zatem z obiektywnych założeń metafizycznych i epistemologicznych. Człowiek w tej etyce jest celem samym w sobie, posiada prawo własności do siebie samego, nie posiada zaś tego prawa wobec kogokolwiek innego. Nikogo nie można traktować jako środka do osiągnięcia szczęścia innych ludzi, każdy natomiast powinien dążyć do szczęścia własnego, respektując to samo prawo u innych osób. Człowiek ani nie żyje na rzecz innych, ani nie powinien od innych oczekiwać, by ci żyli na jego rzecz. Standardem moralności jest więc życie człowieka, a jego celem własne (racjonalne) szczęście. Droga do osiągania szczęścia powinna być oparta na racjonalnych przesłankach, tj. dążeniu do osiągania obiektywnych wartości. Racjonalne szczęście dotyczyć może tak rzeczy materialnych, jak i niematerialnych (np. miłość, samorealizacja) i jest wynikiem działania na płaszczyźnie rozumu, celu i poczucia własnej godności.
Egoizm Rand bywa przedstawiany jako pozbawiony uczuć. Rand natomiast twierdziła, że to właśnie odrzucenie egoizmu prowadzić musi do wyrzeczenia się uczuć. Biorąc za przykład miłość, dowodziła wewnętrznej sprzeczności pojęcia „miłości bezinteresownej”, w którym postrzegała „obojętność wobec tego, co najbardziej cenimy” (Etyka sytuacji krytycznych, [w:] Cnota egoizmu), jako że prawdziwa miłość jest „wyrazem i potwierdzeniem poczucia własnej godności, odpowiedzią na własne wartości w osobie innego. Doznajemy całkowicie osobistej, egoistycznej radości wskutek samego istnienia osoby, którą kochamy” (tamże).

### Filozofia polityczna
Filozofię Ayn Rand określa się zwykle jako libertarianizm. Jej główne prace poświęcone były obronie kapitalizmu, leseferyzmu i indywidualizmu, będących podstawą stosunków społecznych pozbawionych przymusu i zależności. To w ramach systemu kapitalistycznego ludzka wolność była najpełniejsza. Wolna konkurencja pozwala wybitnym jednostkom stać się prawdziwą elitą społeczeństwa. Możliwość ich nieskrępowanego działania pozwoli rozwinąć się w pełni ich zdolnościom, co będzie z korzyścią dla całego społeczeństwa. Koncepcje te miały w dużej mierze charakter utopijny. Rozwiązania kapitalistyczne i wolnorynkowe są rozwiązaniem wszelkich problemów, a źródłem problemów społecznych są rozwiązania socjalistyczne, kolektywistyczne, ograniczające konkurencję, równościowe.
W ujęciu Rand cywilizacja zachodnia jest kulturą racjonalną, której źródła znajdują się w starożytnej Grecji. Wyższość cywilizacji greckiej nad innymi objawiła się prymatem rozumu, działania racjonalnego nad działaniem irracjonalnym, kierowanym mistycyzmem, definiowanym przez Rand jako przyjmowanie założeń niedowiedzionych rozumowo, niemieszczących się w granicach logiki, a odwołujących się do pozarozumowych źródeł wiedzy, takich jak instynkt, intuicja, objawienie. Rand wyodrębniła dwie odmiany mistycyzmu: „mistycyzm ducha” (identyfikowany ze wszystkimi religiami) i „mistycyzm mięśni” (oparte na przemocy formy kolektywizmu, np. trybalizm, rasizm, socjalizm, faszyzm). W jej przekonaniu celem każdej doktryny mistycznej jest zniewolenie fizyczne człowieka i zniszczenie jego umysłu, toteż konflikt rozumu z mistycyzmem dotyczy wyboru między życiem a śmiercią, świadomością a nieświadomością, wolnością a niewolą, postępem a stagnacją. Potwierdzenia tej tezy Rand szukała w historii: wskazywała na dominację rozumu w epokach rozkwitu (do których zaliczyła antyk grecki i pierwsze 100 lat istnienia USA, pokrywające się z okresem rewolucji przemysłowej) i dominację różnego typu mistycyzmów w czasach stagnacji, jak zwłaszcza okres wczesnego średniowiecza (476 – ok. 1000), zwanego Ciemnymi Wiekami (Dark Ages), czy radzieckiej Rosji po rewolucji komunistycznej. Z tego przeciwstawienia wynika zatem, że przez zdecydowaną większość historii ludzkości dominował, zdaniem Rand, hamujący rozwój umysłowy i wzrost dobrobytu mistycyzm. Postępowanie racjonalne zaś, odwaga, by poprawiać to, co natura pozwala zmieniać oraz mądrość rozróżniania pomiędzy tym, co zależy od człowieka a tym, co jest niezmiennym prawem natury, należały do rzadkości.

### Estetyka
Rand definiuje estetykę jako: studium sztuki, bazujące na metafizyce, epistemologii i etyce. W związku z powyższym, Rand postulowała, iż estetyka nie powinna być pozostawiona w całości sferze uczuć, lecz także podlegać rozumowi. Winna być uniwersalna, zrozumiała i odzwierciedlać rzeczywistość, a także inspirować, pokazując przykłady do czego można dążyć.

## Publikacje

### Przetłumaczone na j. polski
- Hymn (Anthem), 1938 & 1946[10]
- Źródło (The Fountainhead), 1943[11]
- Atlas zbuntowany (Atlas Shrugged), 1957[12]
- Cnota egoizmu (The Virtue of Selfishness), 1964[13]
- Powrót człowieka pierwotnego (The Return of the Primitive), 1999[14]
- Kapitalizm: nieznany ideał (Capitalism: The Unknown Ideal), 1966 & 1967[15]

### Dotychczas nieprzetłumaczone
- Night of January 16th, 1968[16]
- We the Living, 1936 & 1959[17]
- For the New Intellectual: The Philosophy of Ayn Rand, 1961[18]
- The Romantic Manifesto: A Philosophy of Literature, 1969 & 1971[19]
- Introduction to Objectivist Epistemology, 1966 & 1990[20]
- Philosophy: Who Needs It, 1982[21]
- Letters of Ayn Rand, 1971-76[22]
- Journals of Ayn Rand, 1997[23]
- The Art of Fiction: A Guide for Writers and Readers, 2000[24]
- Ideal, 2015[25]

### Książki o A. Rand
- Jacek Władysław Bartyzel; Rand, Ayn, Artur Winiarczyk (red.) Encyklopedia „Białych Plam”, s. 183–186.
- Leonard Peikoff; Objectivism: The Philosophy of Ayn Rand, Dutton, 1991.
- Barbara Branden; The Passion of Ayn Rand, Doubleday, 1986.
- Nathaniel Branden; Judgment Day: My Years with Ayn Rand, Houghton Mifflin Harcourt, 1989.